# IC 1501
IC 1501 је спирална галаксија у сазвјежђу Рибе која се налази на листи објеката дубоког неба у Индекс каталогу.
Деклинација објекта је - 3° 9' 13" а ректасцензија 23h 34m 40,1s. Привидна величина (магнитуда) објекта IC 1501 износи 13,8 а фотографска магнитуда 14,6. IC 1501 је још познат и под ознакама MCG -1-60-9, IRAS 23320-0325, PGC 71786.